# Grand Prix-wegrace van Brazilië
De Grand Prix van Brazilië voor motorfietsen was een motorsportrace, die tussen 1987 en 1989 en in 1992 werd verreden en meetelde voor het wereldkampioenschap wegrace. Het evenement vond tussen 1987 en 1989 plaats op het Autódromo Internacional Ayrton Senna en in 1992 op het Autódromo José Carlos Pace. Tussen 1995 en 2004 werd er ook een Grand Prix in Brazilië verreden, maar onder de naam Grand Prix van Rio de Janeiro.
In 2014 zou de Grand Prix van Brazilië terugkeren op de kalender, maar de race op het Autódromo Internacional Nelson Piquet werd geschrapt omdat de aanpassingen op het circuit niet op tijd konden worden afgerond.
Dominique Sarron en Luca Cadalora zijn met elk twee overwinningen de recordhouders van deze Grand Prix.

Autódromo Internacional Ayrton Senna (1987-1989)
Autódromo José Carlos Pace (1992)

## Statistiek
| Editie | Seizoen | Circuit    | Klasse | Winnaar                  | Tweede                   | Derde                         | Poleposition             | Snelste ronde            |
| ------ | ------- | ---------- | ------ | ------------------------ | ------------------------ | ----------------------------- | ------------------------ | ------------------------ |
| 1      | 1987    | Goiânia    | 250 cc | Dominique Sarron (Honda) | Sito Pons (Honda)        | Carlos Cardús (Honda)         | Dominique Sarron (Honda) | Sito Pons (Honda)        |
| 1      | 1987    | Goiânia    | 500 cc | Wayne Gardner (Honda)    | Eddie Lawson (Yamaha)    | Randy Mamola (Yamaha)         | Wayne Gardner (Honda)    | Wayne Gardner (Honda)    |
|        |         |            |        |                          |                          |                               |                          |                          |
| 2      | 1988    | Goiânia    | 250 cc | Dominique Sarron (Honda) | Carlos Lavado (Yamaha)   | Sito Pons (Honda)             | Dominique Sarron (Honda) | Luca Cadalora (Yamaha)   |
| 2      | 1988    | Goiânia    | 500 cc | Eddie Lawson (Yamaha)    | Wayne Gardner (Honda)    | Kevin Schwantz (Suzuki)       | Wayne Gardner (Honda)    | Eddie Lawson (Yamaha)    |
|        |         |            |        |                          |                          |                               |                          |                          |
| 3      | 1989    | Goiânia    | 250 cc | Luca Cadalora (Yamaha)   | Masahiro Shimizu (Honda) | Loris Reggiani (Honda)        | Loris Reggiani (Honda)   | Luca Cadalora (Yamaha)   |
| 3      | 1989    | Goiânia    | 500 cc | Kevin Schwantz (Suzuki)  | Eddie Lawson (Honda)     | Wayne Rainey (Yamaha)         | Wayne Rainey (Yamaha)    | Eddie Lawson (Honda)     |
|        |         |            |        |                          |                          |                               |                          |                          |
| 4      | 1992    | Interlagos | 125 cc | Dirk Raudies (Honda)     | Jorge Martínez (Honda)   | Alessandro Gramigni (Aprilia) | Kazuto Sakata (Honda)    | Dirk Raudies (Honda)     |
| 4      | 1992    | Interlagos | 250 cc | Luca Cadalora (Honda)    | Max Biaggi (Aprilia)     | Loris Reggiani (Aprilia)      | Max Biaggi (Aprilia)     | Loris Reggiani (Aprilia) |
| 4      | 1992    | Interlagos | 500 cc | Wayne Rainey (Yamaha)    | John Kocinski (Yamaha)   | Doug Chandler (Suzuki)        | John Kocinski (Yamaha)   | Wayne Rainey (Yamaha)    |

## Noot
1. ↑  Officieel vond er geen telling plaats

1987 · 1988 · 1989 · 1992